# 拟尖形碘泡虫
拟尖形碘泡虫（学名：Myxobolus paracuta）为碘泡科碘泡虫属的动物。在中国，分布于江苏等，营寄生生活，寄生在青鱼的鳃。